# Nozomi Okuhara
Nozomi Okuhara (født 13. marts 1995) er en japansk badmintonspiller.
Hun vandt olympisk bronze i kvindernes single i forbindelse med de olympiske badmintonturneringer i 2016 i Rio de Janeiro.